# Saint-Menoux
Cet article concerne la commune de Saint-Menoux. Pour le saint, voir Saint Menulphe.
Pour les articles homonymes, voir Menoux (homonymie).
Saint-Menoux est une commune française, située dans le département de l'Allier en région Auvergne-Rhône-Alpes.
Ses habitants sont appelés les ménulphiens.
Le village est connu pour son église romane classée au titre des monuments historiques et pour le tombeau qu'elle renferme, la débredinoire qui aurait, selon la légende, le pouvoir de guérir les simples d'esprits, les « bredins » en bourbonnais.

## Géographie

### Localisation
Le village se situe à mi-chemin entre Moulins et Bourbon-l'Archambault, au cœur du Bocage bourbonnais.
À vol d'oiseau, la préfecture du département est à 13,3 km à l'est ; Souvigny à 6 km au sud-sud-est et Bourbon-l'Archambault à 8 km à l'ouest.

### Communes limitrophes
Saint-Menoux est limitrophe de cinq communes :
|                       | Agonges      |          |
| Bourbon-l'Archambault | Saint-Menoux | Marigny  |
| Autry-Issards         |              | Souvigny |

### Voies de communication et transports
La commune est desservie par des routes départementales d'importance moyenne, dont la D 953, axe principal reliant Bourbon-l'Archambault à l'ouest et Moulins à l'est, ainsi que la D 253 en direction de Souvigny au sud-est.
Depuis la route principale, la D 58 relie Agonges au nord et Autry-Issards au sud. Les D 133 et 293 traversent aussi la commune.

### Climat
Pour des articles plus généraux, voir Climat d'Auvergne-Rhône-Alpes et Climat de l'Allier.
En 2010, le climat de la commune est de type climat océanique dégradé des plaines du Centre et du Nord, selon une étude du Centre national de la recherche scientifique s'appuyant sur une série de données couvrant la période 1971-2000. En 2020, Météo-France publie une typologie des climats de la France métropolitaine dans laquelle la commune est exposée à un climat océanique altéré et est dans la région climatique Centre et contreforts nord du Massif central, caractérisée par un air sec en été et un bon ensoleillement.
Pour la période 1971-2000, la température annuelle moyenne est de 10,8 °C, avec une amplitude thermique annuelle de 15,9 °C. Le cumul annuel moyen de précipitations est de 777 mm, avec 11,2 jours de précipitations en janvier et 7,4 jours en juillet. Pour la période 1991-2020, la température moyenne annuelle observée sur la station météorologique de Météo-France la plus proche, « Bourbon_sapc », sur la commune de Bourbon-l'Archambault à 8 km à vol d'oiseau, est de 11,9 °C et le cumul annuel moyen de précipitations est de 777,2 mm,. Pour l'avenir, les paramètres climatiques de la commune estimés pour 2050 selon différents scénarios d'émission de gaz à effet de serre sont consultables sur un site dédié publié par Météo-France en novembre 2022.

## Urbanisme

### Typologie
Au 1er janvier 2024, Saint-Menoux est catégorisée commune rurale à habitat dispersé, selon la nouvelle grille communale de densité à 7 niveaux définie par l'Insee en 2022.
Elle est située hors unité urbaine. Par ailleurs la commune fait partie de l'aire d'attraction de Moulins, dont elle est une commune de la couronne,. Cette aire, qui regroupe 64 communes, est catégorisée dans les aires de 50 000 à moins de 200 000 habitants,.

### Occupation des sols

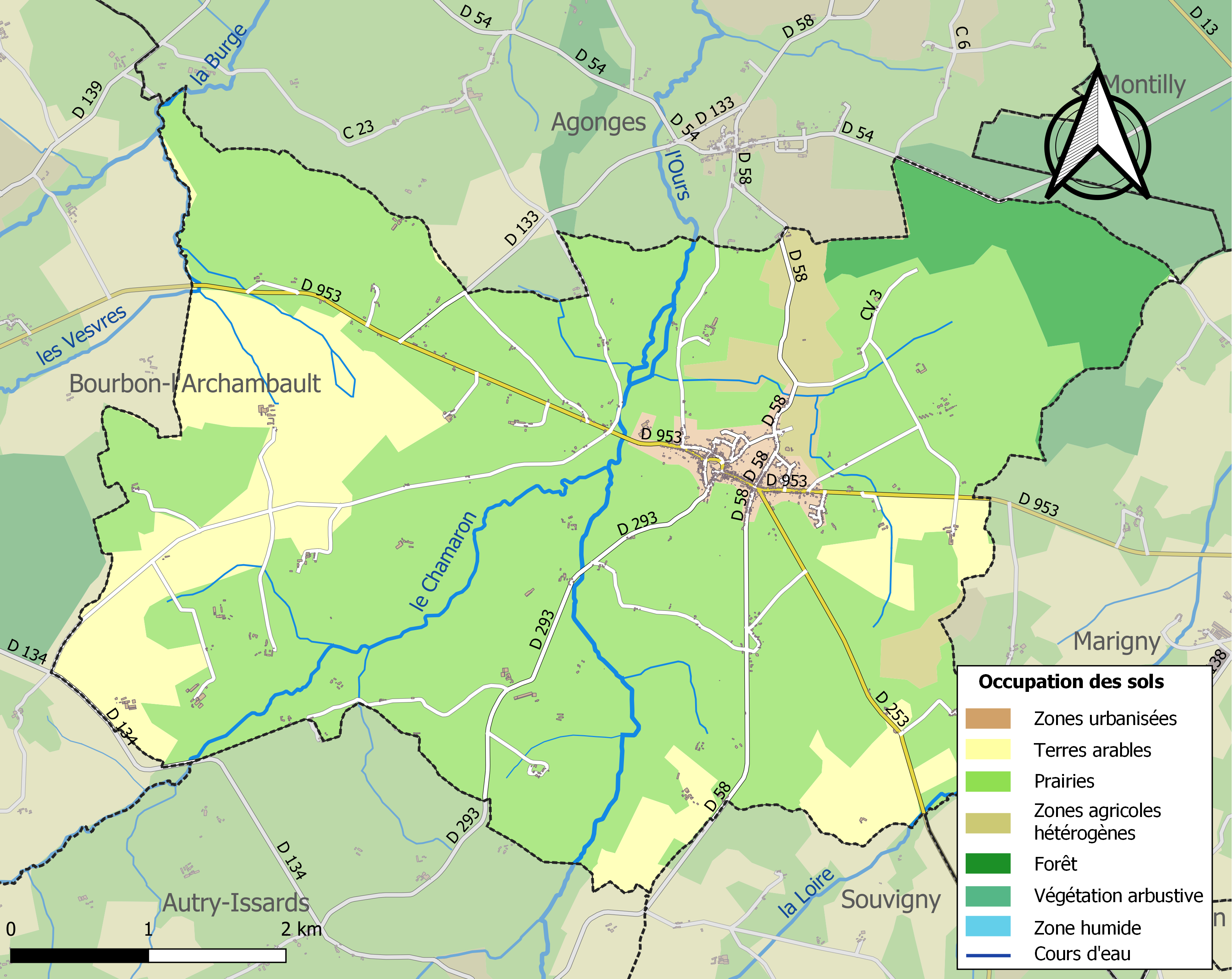
Carte des infrastructures et de l'occupation des sols de la commune en 2018 (CLC).

L'occupation des sols de la commune, telle qu'elle ressort de la base de données européenne d’occupation biophysique des sols Corine Land Cover (CLC), est marquée par l'importance des territoires agricoles (92,4 % en 2018), une proportion sensiblement équivalente à celle de 1990 (92,6 %). La répartition détaillée en 2018 est la suivante : 
prairies (71,7 %), terres arables (17,3 %), forêts (5,5 %), zones agricoles hétérogènes (3,4 %), zones urbanisées (2,1 %).
L'IGN met par ailleurs à disposition un outil en ligne permettant de comparer l’évolution dans le temps de l’occupation des sols de la commune (ou de territoires à des échelles différentes). Plusieurs époques sont accessibles sous forme de cartes ou photos aériennes : la carte de Cassini (XVIIIe siècle), la carte d'état-major (1820-1866) et la période actuelle (1950 à aujourd'hui).

## Histoire
La commune doit son nom à saint Menulphe, également appelé saint Menoux, d'origine celte, mais qui a fini ses jours dans cette paroisse qui se dénommait antérieurement Mailly-sur-Rose[réf. nécessaire].
Le village se développe autour d'un important monastère de bénédictines. Les foires qui y sont organisées par les abbesses attirent marchands et acheteurs, ce qui conduit au développement de la bourgade.
La commune porta, au cours de la période révolutionnaire de la Convention nationale (1792-1795), le nom de Maillé-sur-Rose.

## Politique et administration

### Liste des maires
| Période                                  | Période       | Identité                                   | Étiquette | Qualité |
| ---------------------------------------- | ------------- | ------------------------------------------ | --------- | --- |
| Les données manquantes sont à compléter. |               |                                            |           | |
| 1790                                     | 1790          | Jean-Claude De Jarsaillon                  |           | |
| 1802                                     | octobre 1813  | Aubery du Goutet                           |           | |
| octobre 1813                             | août 1815     | Jacques Loyard                             |           | |
| août 1815                                | novembre 1817 | François Gautier de Vinfrais de La Boulais |           | |
| novembre 1817                            | juillet 1819  | Perceau-Lafond                             |           | |
| avant 1988                               | 1995          | Serge Deterne                              |           | |
| juin 1995                                | mars 2008     | Jean-Paul Dufrègne                         | PCF       | Conseiller général (1998-2015) puis départemental (depuis 2015) du canton de Souvigny Président du conseil général de l'Allier (2008-2015) Président de la communauté de communes en Bocage Bourbonnais (2014-2016) puis de la communauté de communes du Bocage Bourbonnais (2017-2017) Député (depuis 2017) |
| mars 2008                                | mars 2014     | Michel Dupont                              | PCF       | |
| mars 2014                                | mai 2020      | Ludovic Julien                             | PCF       | Agriculteur |
| mai 2020                                 | janvier 2023  | Jean Guy Chérion                           | App PCF   | Technicien dans le bâtiment |
| 2 février 2023                           | En cours      | Sylvie Edelin                              | PCF       | |

## Population et société

### Démographie
L'évolution du nombre d'habitants est connue à travers les recensements de la population effectués dans la commune depuis 1793. Pour les communes de moins de 10 000 habitants, une enquête de recensement portant sur toute la population est réalisée tous les cinq ans, les populations de référence des années intermédiaires étant quant à elles estimées par interpolation ou extrapolation. Pour la commune, le premier recensement exhaustif entrant dans le cadre du nouveau dispositif a été réalisé en 2004.

En 2022, la commune comptait 1 135 habitants, en évolution de +11,71 % par rapport à 2016 (Allier : −1,38 %, France hors Mayotte : +2,11 %).
| 1793  | 1800 | 1806 | 1821  | 1831  | 1836  | 1841  | 1846  | 1851  |
| ----- | ---- | ---- | ----- | ----- | ----- | ----- | ----- | ----- |
| 1 012 | 959  | 909  | 1 064 | 1 018 | 1 117 | 1 206 | 1 283 | 1 444 |

| 1856  | 1861  | 1866  | 1872  | 1876  | 1881  | 1886  | 1891  | 1896  |
| ----- | ----- | ----- | ----- | ----- | ----- | ----- | ----- | ----- |
| 1 550 | 1 645 | 1 640 | 1 708 | 1 757 | 1 758 | 1 739 | 1 635 | 1 492 |

| 1901  | 1906  | 1911  | 1921  | 1926  | 1931 | 1936 | 1946 | 1954 |
| ----- | ----- | ----- | ----- | ----- | ---- | ---- | ---- | ---- |
| 1 491 | 1 362 | 1 333 | 1 094 | 1 043 | 959  | 937  | 894  | 992  |

| 1962 | 1968 | 1975 | 1982 | 1990 | 1999 | 2004 | 2006 | 2009  |
| ---- | ---- | ---- | ---- | ---- | ---- | ---- | ---- | ----- |
| 948  | 901  | 787  | 929  | 986  | 940  | 924  | 920  | 1 009 |

| 2014 | 2019  | 2022  | - | - | - | - | - | - |
| ---- | ----- | ----- | - | - | - | - | - | - |
| 997  | 1 106 | 1 135 | - | - | - | - | - | - |

### Enseignement et culte
Saint-Menoux dépend de l'académie de Clermont-Ferrand. Elle gère une école élémentaire publique.
Hors dérogations à la carte scolaire, les collégiens se rendent à Bourbon-l'Archambault et les lycéens à Moulins et Yzeure.
Il existe également depuis 1979 à Saint-Menoux, dans le château de La Mothe, une école hors contrat Steiner-Waldorf, dispensant un enseignement basé sur la pédagogie Steiner-Waldorf depuis le niveau maternelle jusqu'au collège, qui est liée à d'autres structures issues du courant ésotérique anthroposophique comme le Foyer Michael (centre de formation), la ferme biodynamique des Béguets ou l'association « Carminem ».

## Culture locale et patrimoine

### Lieux et monuments
- L'église romane de Saint-Menoux, de la seconde moitié du XIIe siècle, classée monument Historique sur la première liste, en 1840[33]. Elle faisait partie d'un couvent de bénédictines dont les abbesses avaient un pouvoir considérable. Elles organisaient des foires dans le village et les commerçants et acheteurs y venaient nombreux puisqu'elles étaient protégées militairement par les Bourbons. Les pèlerins venaient se recueillir sur la tombe de Menou (la Débredinoire), évêque breton qui vint mourir dans l'antique bourg de Mailly. Chef-d'œuvre de l'art roman, l'église abbatiale rassemble les décors antiques de l'influence clunisienne et bourguignonne et le style auvergnat par l'étagement parfait des toitures du chevet qui rappelle les églises romanes majeures auvergnates comme Notre-Dame-du-Port à Clermont-Ferrand ou encore l'église Notre-Dame du Mont Cornadore à Saint-Nectaire. Elle fait partie des nombreuses églises romanes du pays de Souvigny.
- Chapelle du château de Clusors.
- La maison des Vertus cardinales, dont la porte est inscrite depuis 2000 au titre des monuments historiques[34].
- Le château de Souys, inscrit en 1952 au titre des monuments historiques[35] pour ses façades, toitures et son portail.
- Le château de Clusors. De son passé médiéval il a conservé une tourelle ronde et une tourelle carrée munie d'une bretèche[36].
- Le château du Goutay[37].

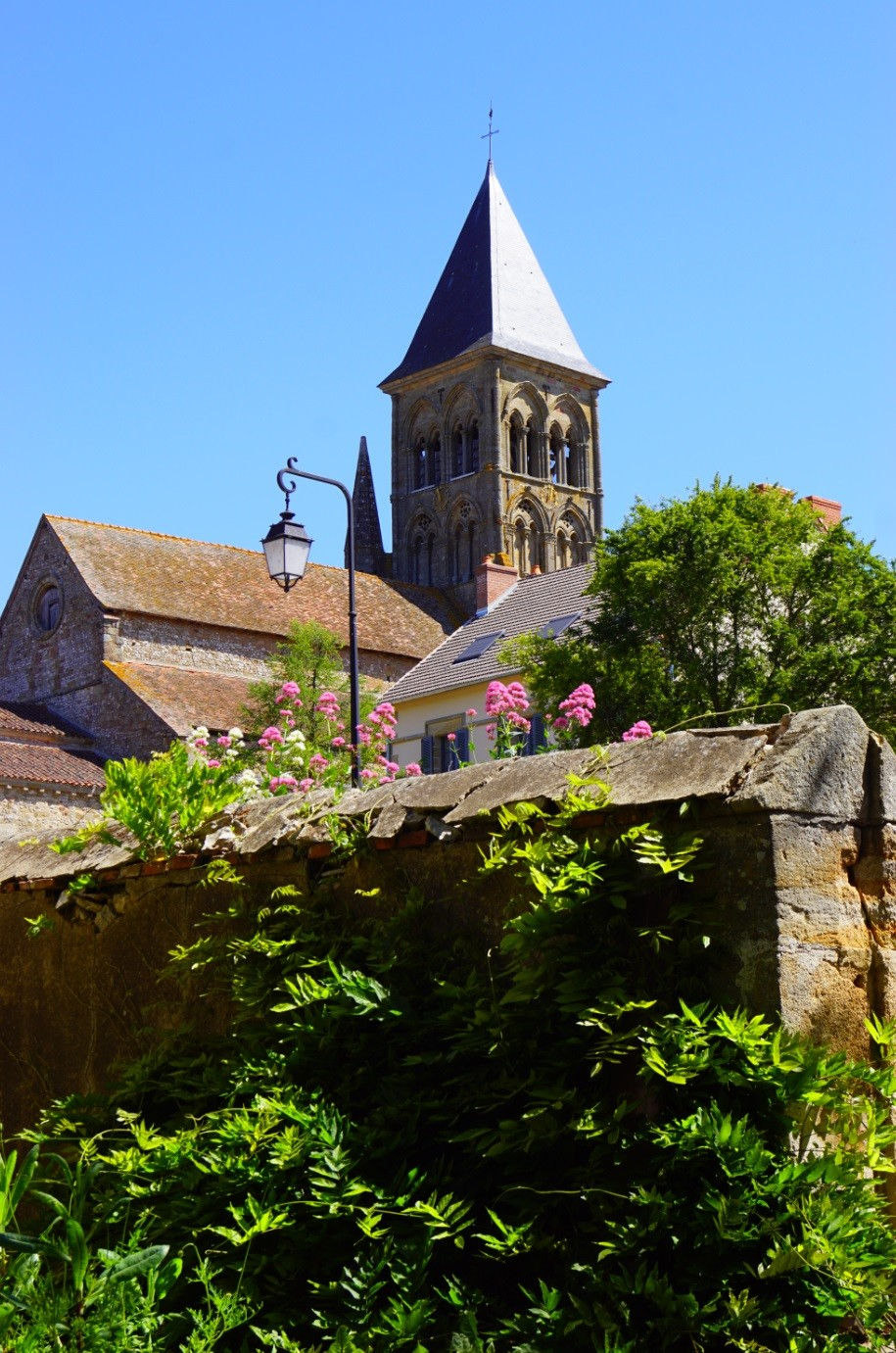
L'église Saint Menoux.
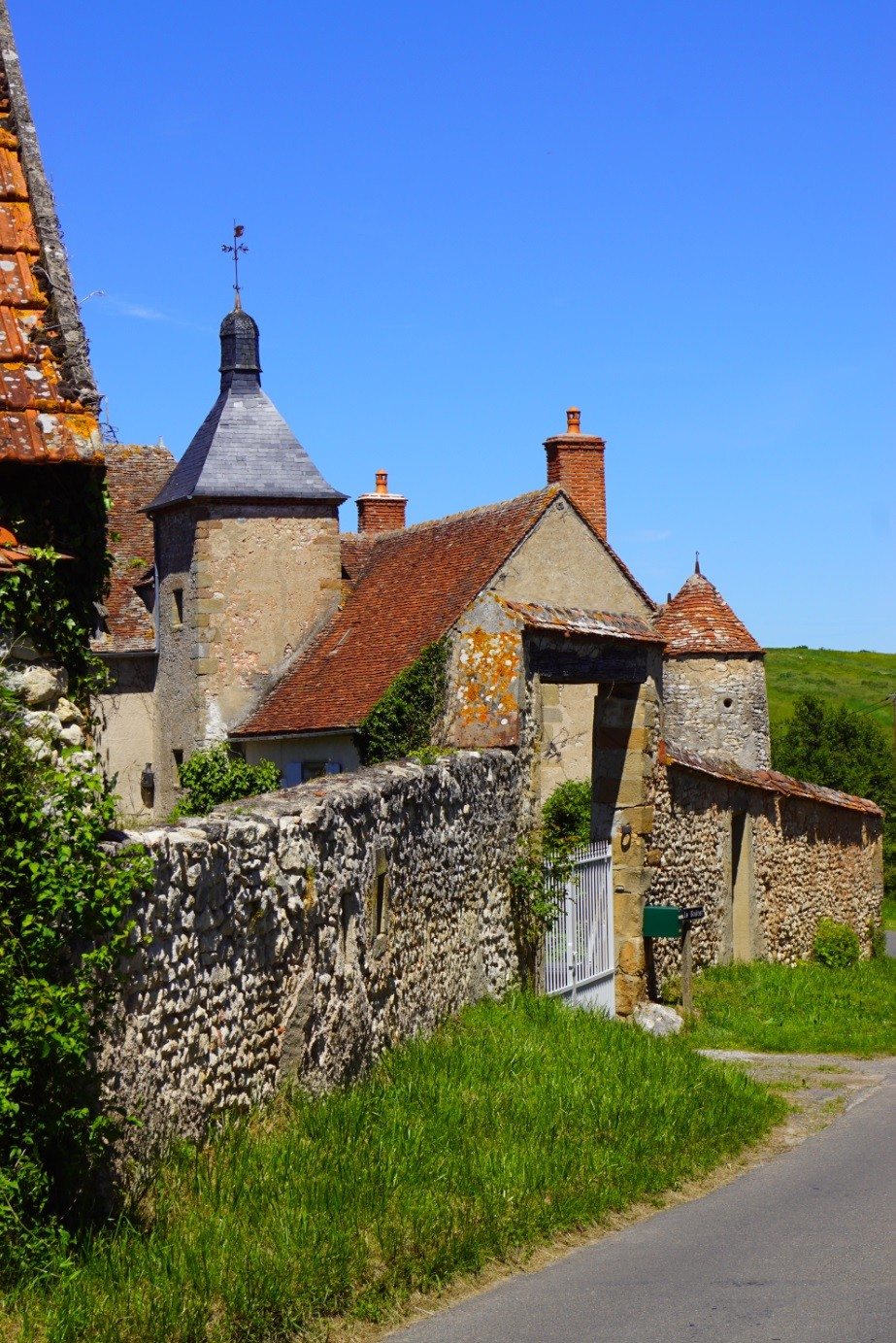
Le château du Goutay (XVe et XVIIe siècles).
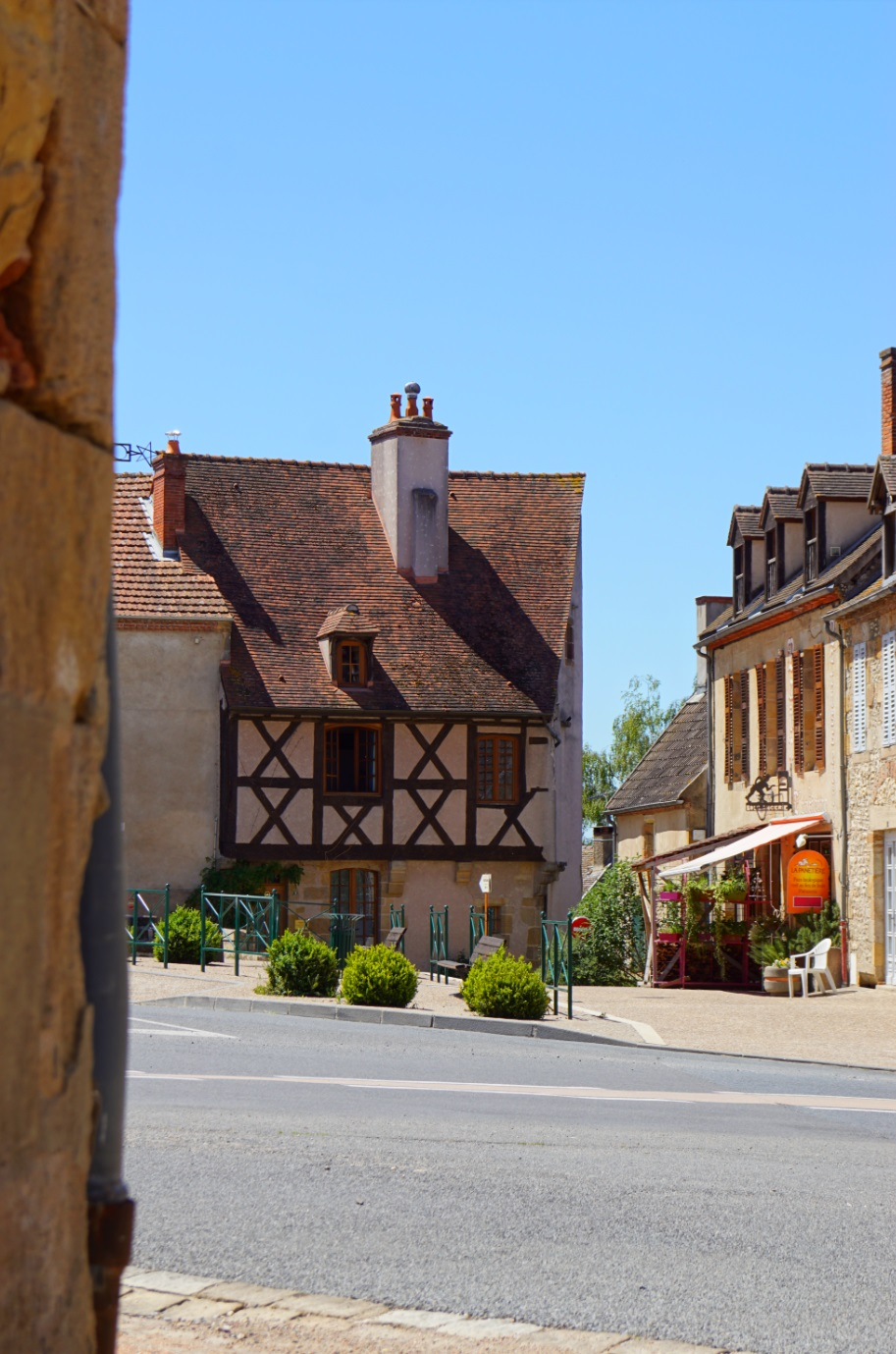
Maison à pans de bois (XVe siècle).
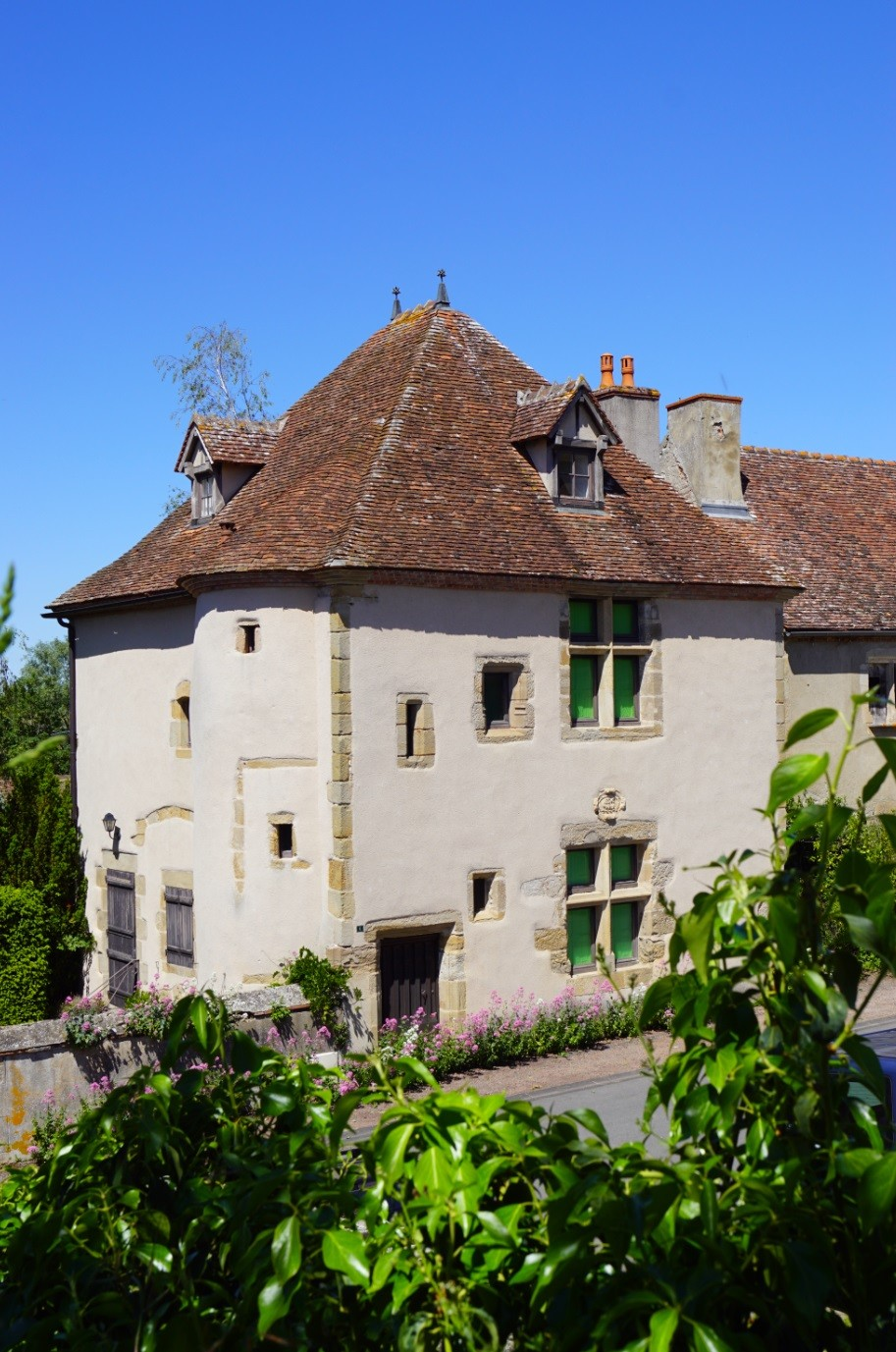
Maison datant de 1482.
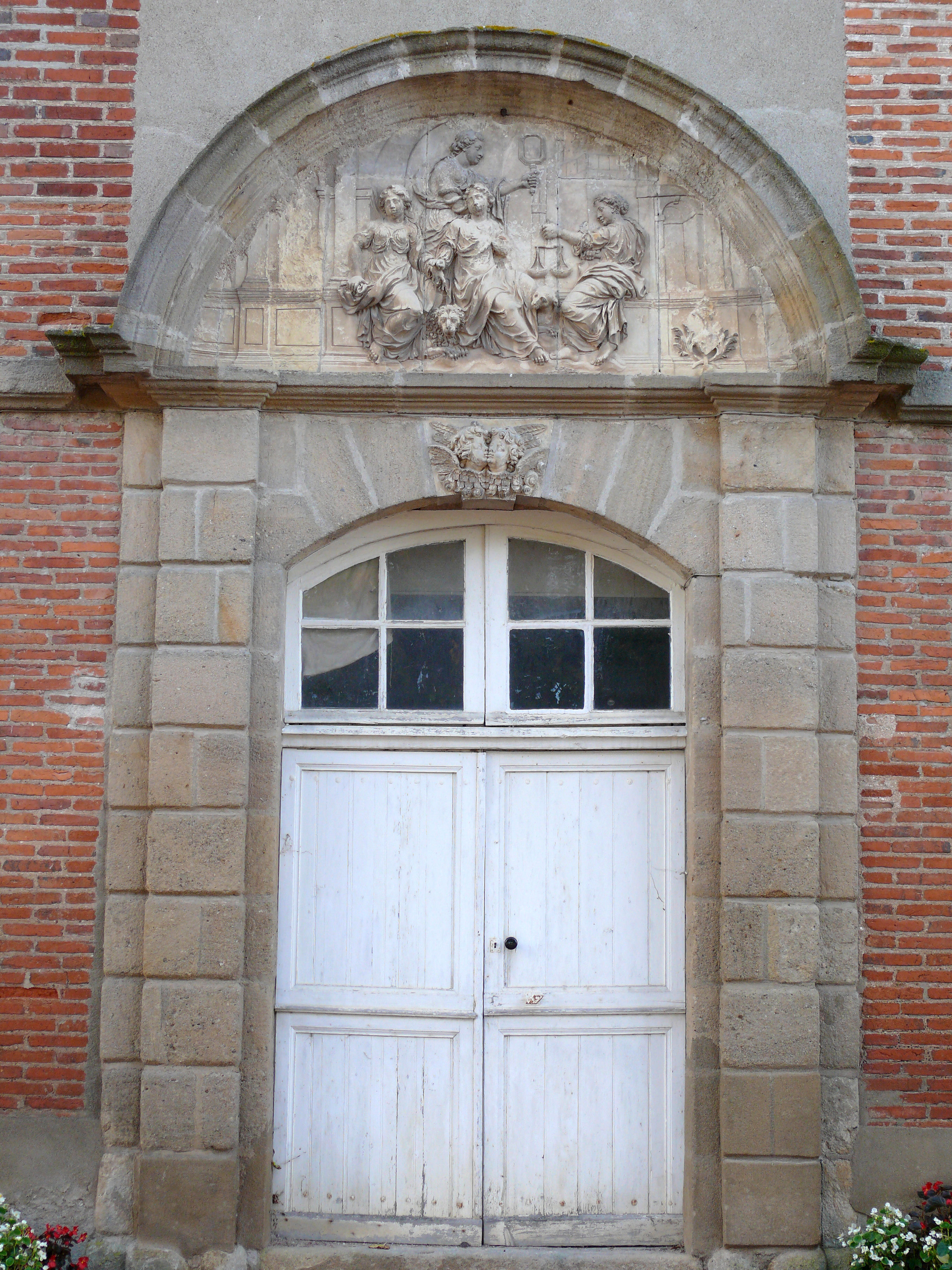
Maison des Vertus Cardinales (1694).

### Personnalités liées à la commune
- Iris Raquin (1933-2016), artiste peintre née à Saint-Menoux ;
- Jean-Paul Dufrègne, ancien maire de la commune, conseiller général (1998-2015) puis départemental (depuis 2015) du canton de Souvigny, a présidé le conseil général de l'Allier de mars-avril 2008 à début avril 2015. Il est membre du Parti communiste français. En 2014, il est adjoint au maire de Saint-Menoux et préside la communauté de communes en Bocage Bourbonnais[38]. En 2017, il est élu député de la première circonscription de l'Allier.

### Héraldique
| Blason de Saint-Menoux | Blason  | D'azur à une crosse d'or accostée de deux besants du même ; au chef cousu* de gueules chargé de la débredinoire de saint Menoux d'or, ajourée de sable,.                                                   |
| Blason de Saint-Menoux | Détails | * Ces armes emploient le terme « cousu » dans le seul but de contrevenir à la règle de contrariété des couleurs : elles sont fautives (gueules sur azur). Le statut officiel du blason reste à déterminer. |